# Canelli (vino)
Canelli è una DOCG riservata al vino Moscato prodotto in una parte dell'area della DOCG Asti, a cavallo delle province di Asti e Cuneo.

## Zona di produzione
La zona di produzione comprende l'intero territorio dei comuni di Calamandrana, Calosso, Canelli, Cassinasco, Coazzolo, Castiglione Tinella, S. Stefano Belbo e parte di Bubbio, Castagnole Lanze, Costigliole d'Asti, Loazzolo, Moasca, San Marzano Oliveto, Cossano Belbo, Neive, Neviglie, Mango.
L’area è localizzata in una fascia compresa tra il Tanaro e la Bormida, attraverso la valle del Belbo; le altitudini sono comprese tra 165 a 500 metri s.l.m.

## Storia
Le notizie sulla coltivazione del Moscato in zona iniziano nel 1344 con gli Statuti del Comune di Canelli; in seguito il vino appare negli "Annali di Alessandria".
Le innovazioni applicate in sede locale da numerosi viticoltori verso la fine del 1800 aprirono la strada agli importanti interventi di Carlo Gancia, che migliorò le tecniche di cantina procedendo alla fermentazione controllata in bottiglia. La collaborazione con Ettore Garino-Canina, Carlo Mensio e Federico Martinotti, della Regia stazione enologica sperimentale di Asti, portò al perfezionamento delle pratiche vendemmiali e di ammostamento che ridussero il contenuto di azoto assimilabile nel mosto.

## Tecniche di produzione
Nella zona il vitigno viene coltivato in controspalliera e potato con il sistema Guyot; le uve devo essere esclusivamente raccolte a mano, per consentire la cernita degli acini. È permessa la scelta vendemmiale verso il Moscato d'Asti DOCG e la DOC Piemonte nella tipologia "Moscato".
Le operazioni di vinificazione, invecchiamento e imbottigliamento devono aver luogo nella zona di produzione, ma è permesso che siano effettuate anche  nell'intero territorio dei Comuni su cui ricade la delimitazione, nelle province di Alessandria, Asti e Cuneo e nella frazione Pessione di Chieri.
È vietato l'uso del tappo a corona; in etichetta non è consentita l'indicazione del colore, è obbligatoria quella dell'annata di produzione ed è facoltativa quella del vitigno.
Alla stappatura della bottiglia si deve sviluppare una pressione di anidride carbonica non superiore a 2,5 bar.

## Disciplinare
La denominazione Canelli è stata istituita con Reg. UE n.2023/1327 del 23/06/2023 pubblicato sulla Gazzetta Ufficiale dell'Unione Europea L 166 del 30/06/2023

## Tipologie

### Canelli
Anche Moscato di canelli
È possibile utilizzare le seguenti menzioni, anche abbinate:
- riserva con 30 mesi di invecchiamento, di cui almeno 20 in bottiglia.
- vigna per uve di qualità superiore, con produzione massima di 85 q./ha

| uvaggio                        | Moscato 100%          |
| titolo alcolometrico minimo    | 12,00% vol.           |
| alcole svolto                  | da 4,50 a 6,50% vol.  |
| acidità totale minima          | 4,50 g/l.             |
| estratto secco minimo          | 16,00 g/l             |
| resa massima di uva per ettaro | 95 q.(85 q.per vigna) |
| resa massima di uva in vino    | 75 %                  |